# Gjirokastër (district)
Gjirokastër (Albanees: Rrethi i Gjirokastrës) is een van de 36 districten van Albanië. Het heeft 56.000 inwoners (in 2004) waaronder een grote Griekse minderheid, en een oppervlakte van 1137 km². Het district ligt in het zuiden van het land in de prefectuur Gjirokastër. De hoofdstad is de stad Gjirokastër.

## Gemeenten
Gjirokastër telt 13 gemeenten, waarvan twee steden.
- Antigonë
- Cepo
- Dropull i Poshtëm
- Dropull i Sipërm
- Gjirokastër (stad)
- Lazarat
- Libohovë (stad)
- Lunxhër
- Odrie
- Picar
- Pogon
- Qendër
- Zagori

## Bevolking
In de periode 1995-2001 had het district een vruchtbaarheidscijfer van 2,10 kinderen per vrouw, hetgeen lager was dan het nationale gemiddelde van 2,47 kinderen per vrouw.
Berat · Bulqizë · Delvinë · Devoll · Dibër · Durrës · Ëlbasan · Fier · Gjirokastër · Gramsh · Has · Kavajë · Kolonjë · Korçë · Krujë · Kuçovë · Kukës · Kurbin · Lezhë · Librazhd · Lushnjë · Malësi e Madhe · Mallakastër · Mat · Mirditë · Peqin · Përmet · Pogradec · Pukë · Sarandë · Skrapar · Shkodër · Tepelenë · Tirana · Tropojë · Vlorë